# Guillem de Chalon-Auxerre
Guillem de Chalon VI comte d'Auxerre (vers 1269 - 9 d'agost de 1304) fou un noble francès fill de Joan de Chalon I d'Auxerre senyor de Rochefort i de Chatelbelin (1243, +1309) i de Alix de Borgonya-Auxerre (1251, +1290) comtessa d'Auxerre.
El seu pare va administrar el comtat d'Auxerre fins a la mort de la seva mare Alix el 1290. Llavors Guillem ja era major d'edat (tenia uns 19 anys) i poc després va agafar el govern en persona i el 12 de gener de 1292 es va casar amb Elionor de Savoia (que tenia uns 19 anys). Va morir en batalla a Mons-en-Pévèle el 9 d'agost de 1304. Va deixar un fill i una filla:
- Joan de Chalon, II comte d'Auxerre (1292-1360), comte d'Auxerre i després també de Tonnerre
- Joana de Chalon, comtessa de Tonnerre (1300-1360), casada amb Robert, fill de Robert II de Borgonya, del que va enviudar el 19 d'octubre del 1334, i llavors va rebre el comtat de Tonnerre que va conservar fins a la mort (sense fills).